# January Krawczyk
January Krawczyk, ps. Sampolini (ur. 19 września 1906 w Sosnowcu, zm. 5 czerwca 1964 w Łodzi) – polski aktor, śpiewak (baryton liryczny) i dyrygent.

## Życiorys
W 1926 ukończył Szkołę Morską w Tczewie z tytułem oficera-mechanika. Uczęszczał do szkoły dramatycznej prowadzonej przez Mieczysława Szpakiewicza, pobierając równocześnie lekcje śpiewu. W 1950 złożył eksternistyczny egzamin aktorski.
W latach 1927–1932 występował jako adept-chórzysta w Teatrze Polskim w Katowicach. W tym okresie zaczął występować pod pseudonimem Sampolini, zaczerpniętego od panieńskiego nazwiska matki. W sezonie 1932/1933 grał w Teatrze Miejskim w Wilnie. W latach 1933–1939 był dyrygentem orkiestr i refrenistą na polskich statkach transatlantyckich. W trakcie II wojny światowej pracował w zakładzie produkcji amunicji w Sosnowcu. Po przerwie spowodowanej wybuchem wojny występował w: Teatrze Śląskim im. Stanisława Wyspiańskiego w Katowicach (1945–1947), Teatrze Miejskim w Białymstoku (sezon 1947/1948), Teatrze Polskim w Poznaniu (1948–1955), Państwowej Operetce w Łodzi (1955–1958) oraz Teatrze Ziemi Łódzkiej (1959–1964). Był aktorem komediowym charakterystycznym.
Wystąpił m.in. w przedstawieniach:
- Lompa: widowisko śląskie w 4 obrazach (1945) Kazimierza Gołby w reżyserii Stanisława Kwaskowskiego – Gbur Kowol[9]
- Zemsta (1960) Aleksandra Fredry w reżyserii Stanisława Łapińskiego – Cześnik[10].
- Eugenia Grandet (1961) Andrzeja Wermera wg powieści Honoriusza Balzaka w reżyserii Anieli Borysławskiej – Pan Grandet[11][12].
- Symulanci (1964) Albina Siekierskiego w reżyserii Czesława Staszewskiego – Szef kompanii[13][14]

## Filmografia
Występował w filmach w rolach trzecioplanowych:
- Inspekcja pana Anatola (1959) – członek jury
- Zezowate szczęście (1960) – konspirator
- Komedianty (1961) – oficer w restauracji
- Czas przeszły (1961) – członek sądu koleżeńskiego
- Dom bez okien (1962) – widz w cyrku
- Panienka z okienka (1964) – obsada aktorska

## Życie prywatne
Był synem i najmłodszym z sześciorga dzieci ślusarza Franciszka Krawczyka i Kazimiery z Sampolińskich. Żonaty z aktorką Lucyną Krawczyk (z domu Drapałą). Mieli dwóch synów, Krzysztofa i Andrzeja.
Chorował na raka jelita grubego.